# Uduba madagascariensis
Uduba madagascariensis is een spinnensoort uit de familie Udubidae. De soort komt voor in Madagaskar.